# Circul lui Nero
Circul lui Nero a fost o arenă construită de împărații Caligula și Nero dincolo de Tibru, pe locul în care astăzi se află Bazilica Sfântul Petru din Roma.
Împăratul Constantin cel Mare a dispus construcția unei biserici pe acest loc, cinstit de creștini drept locul în care a fost torturat și înmormântat Sfântul Petru.  
Obeliscul de la Vatican, care se afla în mijlocul arenei, a fost mutat circa 300 de metri, pe locul actual, cu ajutorul unei tehnici concepute de arhitectul și inginerul Domenico Fontana. Mutarea a avut loc într-o singură zi, pe 10 septembrie 1586.

## Galerie de imagini

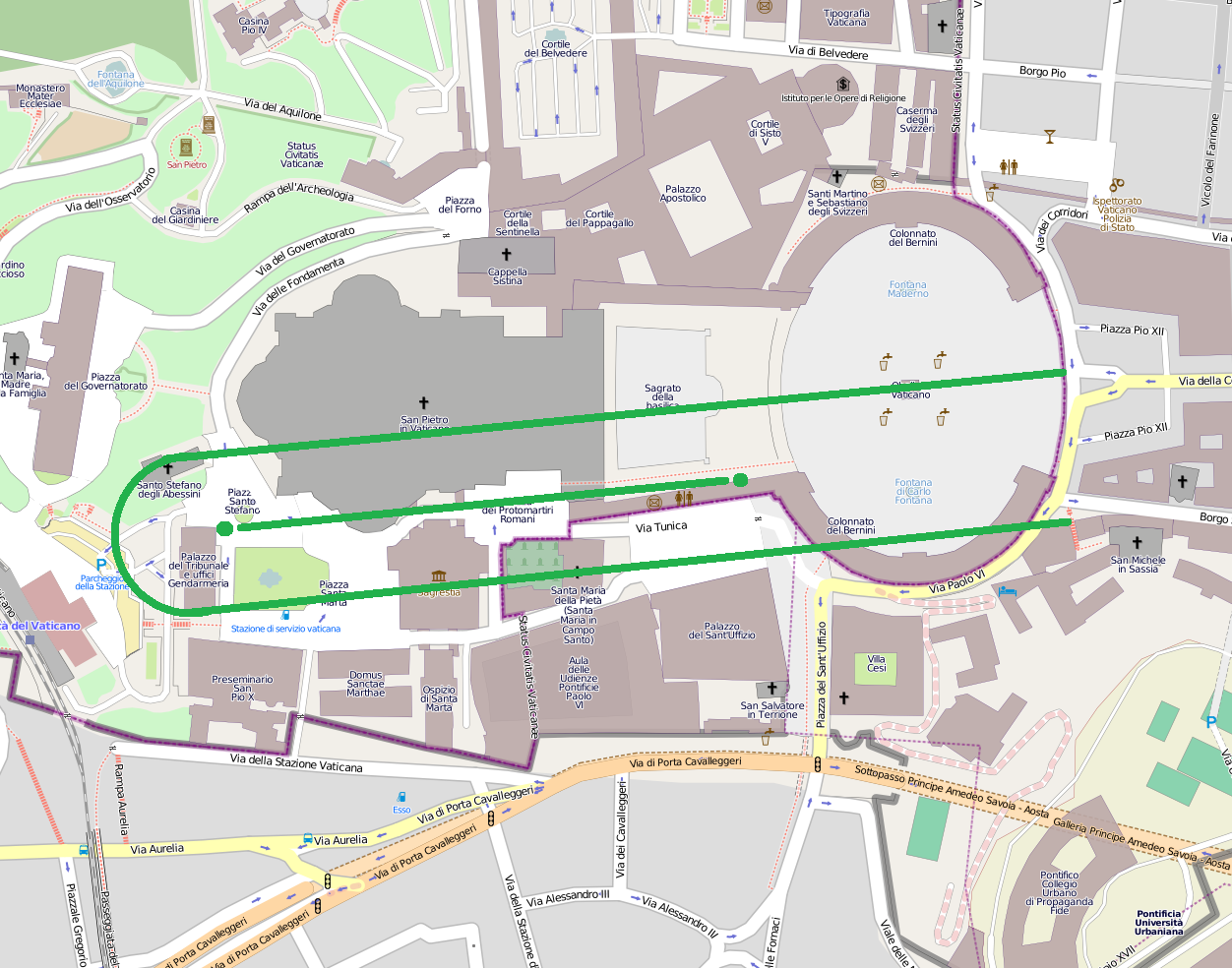
Schița Circului lui Nero (verde) suprapusă pe Piața Sfântul Petru din Roma și Bazilica Sfântul Petru.